# Jinna Navarat
Arthur Jinna Navarat (tiếng Thái: อาร์เธอร์ จิณณะ นวรัตน์, sinh ngày 21 tháng 01 năm 1993) là diễn viên, người mẫu Thái Lan biết đến là Jinn Navarat. Hiện anh là diễn viên độc quyền của Channel 7.

## Các bộ phim đã từng tham gia

### Phim điện ảnh
| Năm  | Phim                                | Vai | Đóng với     | Nguồn |
| 2015 | How to Win at Checkers (Every Time) | Jai | Toni Rakkaen | [ 3 ] |

### Phim truyền hình
| Năm  | Phim                                      | Vai                        | Đài       | Đóng với              | Nguồn       |
| 2015 | Yot Manut Dap Thewada                     | Angel Warrior/Ultimate Boy | Channel 7 | Randapa Muntalumpa    | [ 1 ] [ 4 ] |
| 2015 | Khon La Lok                               | Chatchai                   | Channel 7 |                       | [ 1 ] [ 5 ] |
| 2016 | Tai Rom Pra Baramee                       | Ahoy                       | Channel 7 |                       |             |
| 2016 | Chao Phayu                                | Phupha                     | Channel 7 |                       | [ 6 ]       |
| 2017 | Maha Hin                                  | Hin Phutorn / Pra Mahahin  | Channel 7 | Pimpawee Kograbin     | [ 7 ]       |
| 2018 | Khun Chai Kai Tong                        | Mope                       | Channel 7 | Jammie Panichadar     | [ 1 ]       |
| 2018 | Sampatan Hua Jai Sự thỏa hiệp của con tim | Captain Phiphat Sivalai    | Channel 7 | Hana Lewis            | [ 8 ]       |
| 2018 | Por Ta Bpuen Toh: Lan Ka Krai Yah Tae     | Dr. Athiwat / "Wat"        | Channel 7 | Saranya Chunhasart    |             |
| 2020 | Mungkorn Chao Phraya                      | Mike                       | Channel 7 | Paparwadee Chansamorn |             |
| 2021 | Mae Bia Nàng rắn                          | Annop                      | Channel 7 | Jaibua Hidding        |             |
| 2022 | Sao 5 Ngũ thần                            | Terd Yodtong               | Channel 7 | Anyarin Terathananpat |             |
|      | Song Winyan                               |                            | Channel 7 | Phantira Pipityakorn  |             |

### Phim ngắn
| Năm        | Phim            | Vai | Đài       | Đóng với | Nguồn |
| 13/02/2016 | Gangsters       |     | Channel 7 |          |       |
| 13/09/2016 | Just Breathing  |     | Channel 7 |          |       |
| 15/04/2017 | The Black World |     | Channel 7 |          |       |

## Giải thưởng
| Năm  | Hạng mục                  | Giải | Đề cử                      | Kết quả   | Nguồn |
| 2016 | Drama Series Honor Series | —    | Ahoy (Tai Rom Pra Baramee) | Đoạt giải |       |